# José Craveirinha

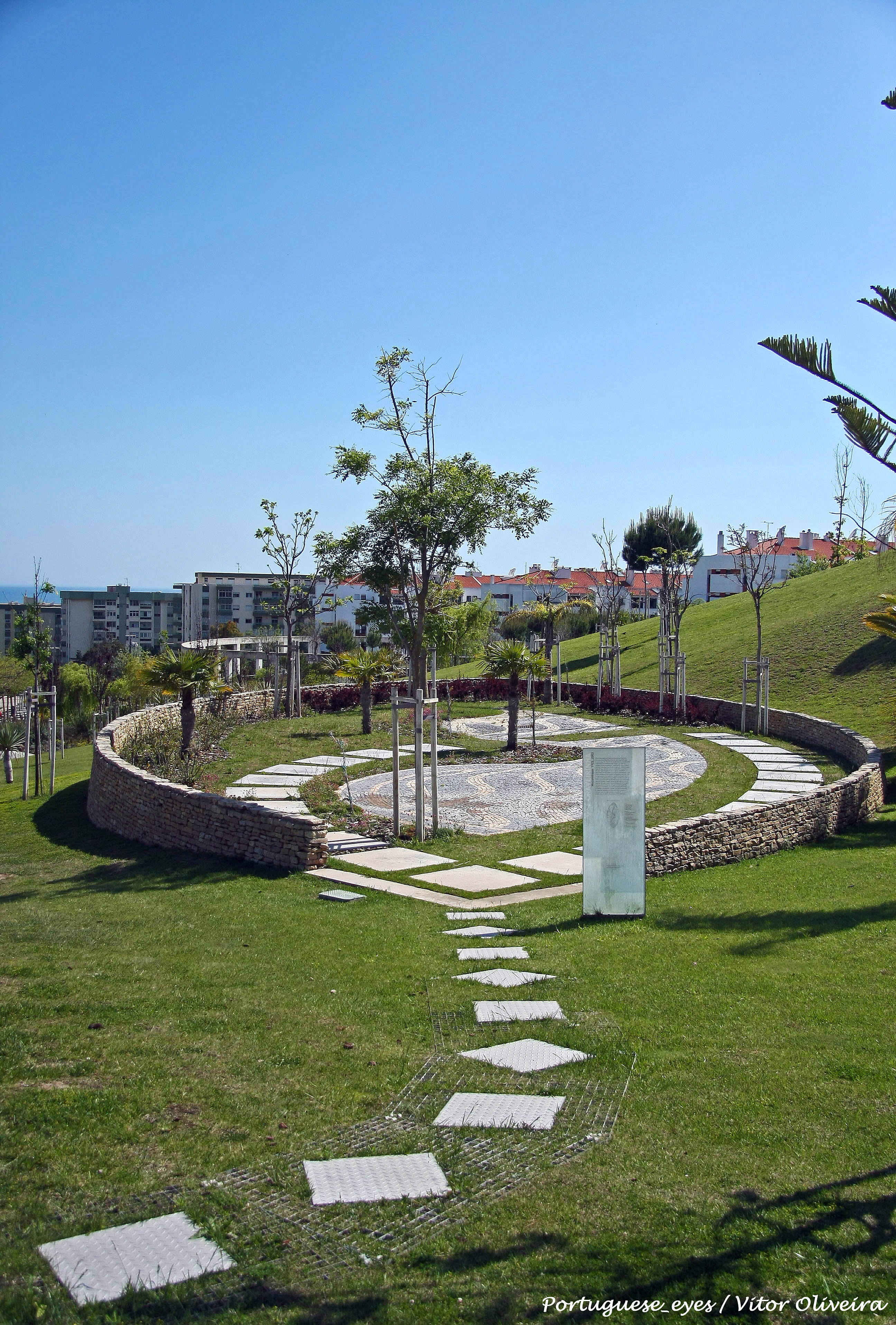
Denkmal für José João Craveirinha (Parque dos Poetas in Oeiras, Portugal)

José Craveirinha (* 28. Mai 1922 in Lourenço Marques, Portugiesisch-Ostafrika; † 6. Februar 2003 in Maputo, Mosambik, nach anderen Angaben in Johannesburg) war ein mosambikanischer Dichter.

## Leben und Werk
Als Kind eines portugiesischen Vaters und einer afrikanischen Mutter aus der Ronga-Ethnie wuchs Craveirinha in der Sprache und Kultur Portugals auf. Er bezeichnete sich selbst als Autodidakt. Seine Gedichte, auf Portugiesisch geschrieben und teils durch Vokabular der Ronga-Sprache (Xironga) ergänzt, behandeln Themen wie Rassismus und die portugiesische Kolonialherrschaft in Mosambik. Er war einer der Pioniere Afrikas der Négritude-Bewegung und gilt als einer der bedeutendsten afrikanischen Lyriker, der weit über seine Region hinaus Anerkennung fand.
1964 erschien in Lissabon sein erster Gedichtband Xigubo („Kriegstanz“) mit Gedichten aus den 1950er Jahren, der sofort beschlagnahmt wurde. In diesem Band propagierte er noch die Auslöschung der Weißen. Später anerkannte er, dass mit dem Eindringen der Weißen eine neue mosambikanische Mischkultur entstanden ist. Er versuchte die Tradition der Ronga in seine Poesie aufzunehmen und die portugiesische Sprache so zu entkolonisieren und zu „mosambikisieren“. Die Kühnheit und Inbrunst seiner exklamatorischen Lyrik und sein Sinn für Rhythmik transportierten ein neues mosambikanisches Regional- bzw. später Nationalgefühl.
Wegen seiner Mitgliedschaft in einer Zelle der FRELIMO, der Mosambikanischen Befreiungsfront, wurde er vom Geheimdienst PIDE des faschistischen portugiesischen Regimes von 1965 bis 1969 in Einzelhaft in der berüchtigten Vila Algarve gehalten. Als die FRELIMO 1974 an die Macht kam, wurde Craveirinha aus dem Gefängnis befreit und zum Vizedirektor der nationalen Presse ernannt.
Als Journalist verfasste Craveirinha Beiträge für zahlreiche Magazine und Zeitungen, einschließlich O Brado Africano, Notícias, Tribuna, Notícias da Tarde, Voz de Moçambique, Notícias da Beira, Diário de Moçambique und Voz Africana. Er schrieb auch unter den Pseudonymen Mário Vieira, José Cravo, Jesuíno Cravo, J. Cravo, J.C. und Abílio Cossa.

## Ehrungen und Auszeichnungen
Craveirinha wurde 1991 mit dem portugiesischen Prémio Camões ausgezeichnet, der bedeutendsten Ehrung für lusophone Literatur. Mehrmals war er für den Literaturnobelpreis im Gespräch.
2003 wurde er von Präsident Joaquim Chissano zum „Nationalhelden“ erklärt. Chissano hob Craveirinhas Beitrag im Kampf gegen den Kolonialismus hervor. Nach ihm wurde der wichtigste mosambikanische Literaturpreis, der Prémio José Craveirinha de Literatura benannt, der seit 2003 verliehen wird.
Weitere Auszeichnungen:
- „Prémio Cidade de Lourenço Marques“, 1959
- „Prémio Reinaldo Ferreira“, Centro de Arte e Cultura da Beira, 1961
- „Prémio de Ensaio“, Centro de Arte e Cultura da Beira, 1961
- „Prémio Alexandre Dáskalos“, Casa dos Estudantes do Império, Lissabon, Portugal, 1962
- „Premio Nazionale di Poesia de Italia“, Italien, 1975
- „Prémio Lotus“, Associação de Escritores Afro-Asiáticos, 1983
- „Nachingwea“-Medaille der Regierung Mosambiks, 1985
- „Medalha de Mérito“, Secretaria de Estado da Cultura de São Paulo, Brasilien, 1987
- „Grau de Oficial Grão-Mestre“, Ordem Nacional do Cruzeiro do Sul, Brasilien, 1990
- „Prémio Camões“, 1991
- „Prémio Vida Literária“, AEMO Associação de Escritores Moçambicanos, 1997
- „Grau de Comendador da Ordem Infante Dom Henrique“, Portugal, 1997
- „Ordem de Amizade e Paz“, Mosambik, 1997
- „Prémio Consagração Fundac – Rui de Noronha“, Mosambik, 1999
- „Prémio Voices of Africa“, Ordfront/Leopard Publishing House, Schweden, 2002
- Ehrendoktorat der Universidade Eduardo Mondlane, Mosambik, 2002
- „Medalia de Oro dal Comune di Concesio (Brescia)“
- „Medalha de Ouro do Município de Aljezur“, Portugal
- „Medalha de Ouro do Primeiro Grau do Município de Sintra“, Portugal

## Werke
- Chigubo (Xibugo, Lyrik). Lissabon: Casa dos Estudantes do Império, 1964; 2. Aufl. Maputo: INLD, 1980.
- Cantico a un dio di Catrame (Lyrik, zweisprachig Portugiesisch–Italienisch). Übersetzung und Vorwort von Joyce Lussu. Mailand, Italien: Lerici, 1966.
- Karingana ua karingana (Gedichte, „Era uma vez“). Lourenço Marques [Maputo]: Académica, 1974; 2. Aufl. Maputo: INLD, 1982.
- Cela 1 (Gedichte). Maputo: INLD, 1980.
- Izbranie (Ausgewählte Werke, auf Russisch). Moskau, UdSSR: Molodoya Gvardiya, 1984.
- Maria (Lyrik). Lissabon, Portugal: ALAC (África Literatura Arte e Cultura), 1988.
- Voglio essere tamburo (Lyrik, zweisprachig Portugiesisch-Italienisch). Venedig, Italien: Centro Internazionale della grafica di Venezia, Coop, 1991.
- Babalaze das Hienas (Lyrik). Maputo: AEMO, 1997.
- Hamina e outros contos (Lyrik). Maputo: Njira, 1997.
- Contacto e outras crónicas. Maputo: Centro Cultural Português, 1999
- Poesia Toda (Lyrik). Lissabon, Portugal: Caminho, 2000.
- Obra Poética (Lyrik). Maputo: UEM, 2002.
- Dikter (Lyrik). Stockholm: Ordfront, 2002.
- Poemas da Prisão (Lyrik). Maputo: Njira, 2003.
- Poesia Erótica (Lyrik). Maputo: Texto Editores, 2004.

## Tätigkeit als Trainer
Craveirinha spielte auch Fußball und trainierte andere Athleten. Für Maria de Lurdes Mutola arrangierte er ein Athletenstipendium in den USA, sie gewann eine Goldmedaille im 400-Meter-Hürdenlauf bei den Olympischen Spielen 2000 in Sydney. Sein Sohn Stélio war ihr Trainer und hielt den nationalen Rekord im Weitsprung.